# Bolbaffer guineaensis
Bolbaffer guineaensis är en skalbaggsart som beskrevs av Gussmann och Clarke H. Scholtz 2001. Bolbaffer guineaensis ingår i släktet Bolbaffer och familjen Bolboceratidae. Inga underarter finns listade.